# Partnachplatz
Partnachplatz - stacja metra w Monachium, na linii U6. Stacja została otwarta 16 kwietnia 1983.